# Kraftwerk Stalvedro
Das Kraftwerk Stalvedro, italienisch Impianto idroelettrico Stalvedro, ist ein Mitteldruck-Laufwasserkraftwerk, das in den Jahren 1966 bis 1968 von der Azienda Elettrica Ticinese (AET) errichtet wurde und das Gefälle des Flusses Tessin in der Stalvedro-Schlucht zwischen Airolo und Piotta ausnutzt. 

## Technik
Das Wasser wird dem 370 000 m³ fassenden Ausgleichsbecken Airolo▼ des Kraftwerk Lucendro auf einer mittleren Höhe von 1130 m ü. M. entnommen und in einem 5,6 km langen Zulaufstollen auf der orographisch linken Talseite geleitet. Dieser nimmt zusätzlich das Wasser aus dem Val Canaria auf, das bei Airolo zwischen den Siedlungen Valle und Madrano auf einer Höhe von 1144 m ü. M. gefasst▼ wird. Von der Schieberkammer am Ende des Zulaufstollens führt ein unterirdischer gepanzerter Druckschacht im Winkel von 45° zum Maschinenhaus▼. Dieses befindet sich bei Piotta auf einer Höhe von 1002 m ü. M. (Boden des Maschinensaals) unmittelbar neben dem Maschinenhaus▼ des von der SBB 1920 in Betrieb genommenen Kraftwerks Ritom. Das genutzte Wasser wird dem Fluss Tessin zurückgegeben. 
Mit dem Ausbau des Ritom-Kraftwerks wird ein 100 000 m³ fassendes Ausgleichsbecken▼ zwischen den beiden Maschinenhäusern und der Autobahn A2 geschaffen, das einerseits einen gleichmässigen Abfluss des Unterwassers der beiden Kraftwerke in den Fluss gewährleistet, anderseits erlaubt, das Unterwasser des Stalvedro-Kraftwerks mit dem Kraftwerk Ritom II in den Ritomsee zu pumpen, was eine flexiblere Verwendung des Wassers für die Stromproduktion in der Leventina ermöglicht. 
Im Maschinenhaus des Kraftwerks Stalvedro sind zwei horizontalachsige Francis-Turbinen installiert, die je einen Generator mit einer Leistung von 6,5 MW antreiben. Jährlich werden 61 Mio. kWh erneuerbare Energie erzeugt, die zur Versorgung von 15 000 durchschnittlichen Haushalten ausreicht. 